# Titularbistum Anastasiopolis
Anastasiopolis (ital.: Anastasiopoli) ist ein Titularbistum der römisch-katholischen Kirche. 
Es geht zurück auf ein früheres Bistum in Thrakien, in der spätantiken römischen Provinz Rhodope, und war ein Suffraganbistum des Metropoliten von Traianopolis in Rhodope.
| Titularbischöfe von Anastasiopolis |                                   |                                                                    |                    |                    |
| Nr.                                | Name                              | Amt                                                                | von                | bis                |
| 1                                  | Maurizio Baistrocchi OCD          | Apostolischer Vikar von Idalcan, Golcondae und Groß Mogul (Indien) | 12. Mai 1708       | 15. Mai 1726       |
| 2                                  | Francesco Maria d’Este            |                                                                    | 2. April 1781      | 26. September 1785 |
| 3                                  | Giuseppe Graziosi                 | Weihbischof in Palestrina (Italien)                                | 24. September 1792 |                    |
| 4                                  | Tadeusz Kundzicz SJ               | Weihbischof in Vilnius (Litauen)                                   | 10. Juli 1815      | 15. Januar 1829    |
| 5                                  | Angelo-Andrea Zottoli             | Weihbischof in Salerno (Italien)                                   | 17. September 1838 |                    |
| 6                                  | Francesco Saverio Apuzzo          | Weihbischof in Capua (Italien)                                     | 19. Januar 1854    | 23. März 1855      |
| 7                                  | Juan Francisco Escalante y Moreno | Weihbischof in Sonora (Mexiko)                                     | 23. März 1855      | 2. April 1872      |
| 8                                  | Pierre-Ferdinand Vitte SM         | Apostolischer Vikar von Nouvelle-Calédonie (Ozeanien)              | 4. April 1873      | 9. Dezember 1883   |
| 9                                  | Karl Schwarz                      | Weihbischof in Prag (Tschechien)                                   | 27. März 1884      | 1891               |
| 10                                 | Johannes von Euch                 | Apostolischer Vikar von Dänemark (Dänemark)                        | 15. März 1892      | 17. März 1922      |
| 11                                 | Teodorico de Angelis              | emeritierter Bischof von Nocera de’ Pagani (Italien)               | 7. August 1951     | 5. Mai 1957        |
| 12                                 | Roberto Bernadino Berríos Gaínza  | emeritierter Bischof von San Felipe (Chile)                        | 23. November 1957  | 20. Dezember 1970  |